# Dubai South
Dubai South (Dubai Sud) conosciuto prima come Dubai World Central) è un'area multifunzionale in costruzione nell'area di Madinat Al Mataar a Dubai negli Emirati Arabi Uniti.
Sarà una zona economica che avrà una serie di attività riguardanti la logistica, l'aviazione, il commercio, l'esposizione, aree residenziali, attività umanitarie e altre correlate agli affari dell'Aeroporto Internazionale di Dubai-Al Maktum che ha una capacità annuale di 12 milioni di tonnellate di trasporto commerciale e 160 milioni di passeggeri.
L'area di costruzione è ampia 140 chilometri quadrati, quasi due volte l'isola di Hong Kong e si stima verrà popolata da 900.000 persone.
L'aeroporto insieme a quest'area ci si aspetta porti ulteriore turismo con circa 20 milioni di visitatori a partire dal 2020. Lo sviluppo è stato progettato sulla base di tre fattori chiave, ovvero la posizione geografica di Dubai, la crescente importanza degli aeroporti nel Medio Oriente e il boom della regione nel settore dell'aviazione. Il Dubai International Central funge da hub per il mercato MENASA, fornendo servizi a un quarto della popolazione mondiale e generando un fatturato annuo di 3.600 miliardi di dollari (2009).
Il progetto fu annunciato per la prima volta nel 2004 come parte di un piano di costruzione del più grande aeroporto al mondo.
Lo sviluppo della zona prevede la realizzazione di otto distretti integrati:
- Commercial District;
- Golf District;
- Humanitarian District;
- Logistic District;
- Mohammed bin Rashid Aerospace Hub (MBR) Aerospace Hub;
- Al Maktoum International Airport;
- Expo 2020 District (Expo City);
- Residential District.